# بازی ریپلی (فیلم)
بازی ریپلی (انگلیسی: Ripley's Game) یک فیلم جنایی و معمایی به کارگردانی لیلیانا کاوانی است که در سال ۲۰۰۲ منتشر شد. این فیلم بر اساس رمانی به همین نام به نوشتهٔ پاتریشا های‌اسمیت خالق اصلی شخصیت ریپلی، جلوی دوربین رفت. موسیقی فیلم توسط انیو موریکونه ساخته شد.

## داستان
داستان حول محور شخصیت ریپلی (جان مالکوویچ) می‌چرخد که قصد دارد مردی که به او توهین کرده (دوگری اسکات) را بازی بدهد. ریپلی شخصیتی خونسرد، کینه‌ای، هنر دوست و فریب دهنده است.

## بازیگران
- جان مالکوویچ در نقش تام ریپلی
- دوگری اسکات در نقش جاناتان تروانی
- ری وینستون در نقش ریوز
- لینا هیدی در نقش سارا تروانی
- کیارا کازلی در نقش لوییزا هاراری
- سم بلیتز در نقش متیو تروانی
- پائولو پائولینی در نقش فرانکو
- اولینا مگناگی در نقش ماریا
- لوتز وایند در نقش ارنست
- ویلفرد زاندر در نقش بلینسکی

## بازخورد
راجر ایبرت منتقد فقید سینما این فیلم را در لیست فیلم‌های شاهکار قرار داد و آنرا بهترین برداشت از کارکتر ریپلی بین چهار فیلم (ظهر بنفش، دوست آمریکایی، آقای ریپلی بااستعداد (فیلم) و بازی ریپلی (فیلم)) دانست.